# 季索韋茨
季索韋茨是斯洛伐克的城鎮，位於該國中部，由班斯卡-比斯特里察州負責管轄，面積123.43平方公里，海拔高度411米，該地區自青銅時代有人類居住，2005年人口4,092。

## 友好城市
- 匈牙利普特諾克
- 捷克卢德盖若维采（英语：Ludgeřovice）
- 波蘭新日米格鲁德（英语：Nowy Żmigród）
- 美国仙納度

## 外部連結
- Official website（页面存档备份，存于）